# منتخب اليابان لهوكي الجليد
منتخب اليابان الوطني لهوكي الجليد هو منتخب وطني يمثل اليابان في منافسات هوكي الجليد الدولية، بدأ منافساته في سنة 1930، نافس في بطولة العالم لهوكي الجليد 43 مرة، ونافس في الألعاب الأولمبية الشتوية 8 مرات، كما نافس في الألعاب الآسيوية الشتوية 8 مرات، وفاز مرتين بالميدالية الذهبية و5 مرات بالميدالية الفضية ومرة واحدة بالبرونزية، يحتل حالياً التصنيف الثالث والعشرين على العالم.